# خليل أباد (فريدون شهر)
خليل أباد (بالفارسية: خلیل‌آباد) هي قرية تقع في قسم برف انبار الريفي في إيران. يقدر عدد سكانها بـ 379 نسمة .